# Verzorgingsplaats Nyköpingsbro
Verzorgingsplaats Nyköpingsbro is een verzorgingsplaats aan de E4, gelegen in Zweden ten zuidwesten van de stad Nyköping.
De verzorgingsplaats is in 1986 geopend en bestaat uit een brugrestaurant over de, destijds nog tweebaans, E4 met aan weerszijden een parkeerplaats en een tankstation van Shell. Aan de rand van het terrein zijn picknickplaatsen met tafels en banken.
Aan de kant van de parkeerplaats voor het verkeer in noordelijke richting bevindt zich een dag en nacht geopend zelfbedieningsrestaurant. Tot 2006 bevond zich hier ook een kleine zaal met spelcomputers.
Aan de kant van de parkeerplaats voor het verkeer in zuidelijke richting bevindt zich een eetzaal met bediening aan tafel, het Värdshuset, die door groepen gereserveerd kan worden. Tevens is hier een kantine voor beroepschauffeurs en zelfbedieningsrestaurant dat alleen overdag en 's avonds geopend is. Deze restaurants behoren allemaal tot de Zweedse restaurantketen Rasta.
In het brugdeel bevinden zich de eettafels van de zelfbedieningsrestaurants, een ijssalon en een koffiebar. Toen de verzorgingsplaats geopend werd, was er ook een hamburgerrestaurant van de Zweedse keten Clock gevestigd.
Het brugrestaurant is opgetrokken als tuibrug. De pyloon is versierd met een beeldhouwwerk voorstellende een sleutel die verwijst naar het Banket van Nyköping. (Het Banket van Nyköping is het beruchte kerstfeest van koning Birger dat in 1317 in het kasteel van Nyköping gehouden werd, waarbij twee coupplegers in de kelder van het kasteel werden opgesloten en later ter dood gebracht.)
De verzorgingplaats Nyköpingsbro kent een vergelijkbare verzorgingsplaats bij Gävle uit dezelfde tijd, de Gävle Bro.
Het brugrestaurant Nyköpingsbro is gebouwd op initiatief van Willy Steinwerder, een bekende Zweedse restauranthouder van onder andere de bierhal Kvarnen aan de Medborgarplatsen in Stockholm. Deze bierhal wordt tegenwoordig beheerd door zijn kinderen Therese en Thomas Steinwender.